# Jacques Maassen
Jacobus Johannes Josephus Maria Maassen (Breda, 4 december 1947 – aldaar, 27 september 2013) was een Nederlands musicoloog, muziekpedagoog, componist en beiaardier.

## Familie
Hij stamt uit een familie met beiaardiers. Grootvader Jacobus Aloysius Maassen (Jac. A. Maassen; opleiding genoten in Aken; stadsbeiaardier van 1923 tot zijn overlijden in 1946) en vader Peter Maassen (stadsbeiaardier van 1946 tot 1975) waren stadsbeiaardier van Breda; broer Pieter Maassen was beiaardier in Oosterhout (Sint-Janstoren) en op de Heuvelbrink. Jacques' zoon Paul volgde zijn vader op als stadsbeiaardier in Breda.

## Leven
Het zag er in eerste instantie niet naar uit dat hij in de muziekwereld zou gaan werken. Hij wilde zelf priester worden en haalde zijn gymnasiumdiploma aan het seminarie in Bergen op Zoom. Vanaf zijn vijfde kreeg hij al pianoles door opa en vader. Zijn muziekopleiding kreeg hij aan de Rijksuniversiteit Utrecht (muziekwetenschap) en de Nederlandse Beiaardschool in Amersfoort, waar hij al snel les zou geven en directeur werd (1982-2005). Hij kreeg er les van Leen 't Hart en Peter Bakker. Zijn studie bij Bakker leverde hem in 1972 de Prijs voor uitnemendheid voor beiaard op. Vervolgens trad hij in 1975 in de voetsporen van grootvader en vader door stadsbeiaardier van Breda te worden. Hij verzorgde ook beiaardconcerten in Nederland en daarbuiten tot aan in de Verenigde Staten en Japan aan toe. In 1993 was hij artist-in-residence in Canberra bij de Australian National University. Hij werd docent aan de muziekschool van Breda, was vakdocent muziek op het Onze Lieve Vrouwe Lyceum in Breda en gaf als hogeschooldocent schoolmuziek aan het Haags Conservatorium. Zijn muziekeducatie breidde hij uit door bijdragen te leveren aan het programma Op het tweede gehoor van de KRO en concertprogramma’s toe te lichten van het Brabants Orkest. Hij redigeerde tevens het blad Klok en Klepel en schreef bijdragen aan bladen als Mens en Melodie en Muziek en Onderwijs. In 1972 publiceerde hij Klokkenspellen te Breda 1501-1742. Hij was daarnaast voorzitter van de Nederlandse Klokkenspelvereniging en vicevoorzitter van de Beiaard Wereld Federatie en tal van andere bestuursfuncties in en om Breda.
Zijn beperkte aantal composities hadden met name betrekking op het klokkenspel, zoals Passacaglia (1970), Reflexies (1974, winnaar van de Toon van Balkom-compositiewedstrijd 1975) en Inscripties (1977, geschreven in opdracht van de Johan Wagenaarstichting). In aansluiting op het uitvoeren van geschreven composities wendde hij zich ook tot improviseren, zodat hij ook wel gevraagd werd voor jazzfestivals.
Jacques Maassen bespeelde 37 jaar het carillon van de Grote Kerk; hij ging in 2012 met pensioen. Als gevolg van een steeds terugkerende ziekte overleed hij in 2013.
Vanwege zijn werkzaamheden kreeg hij enkele onderscheidingen zoals de UC Berkeley Medal of Honnors van de Universiteit van Californië - Berkeley (2003) en werd benoemd tot ridder in de Orde van Oranje-Nassau (2009).